# ジュリアン・ロケ
ジュリアン・ロケ（Julien Locquet）は、フランスのミュージシャン。
Gel:（ジェル）名義やDorine_Muraille（ドリンヌ・ミュライユ）名義で、エレクトロニカに分類される楽曲を手がけている。

## 概要
フランス生まれ。モートン・フェルドマンに影響を受け、コンピューターによる楽曲製作を独学で学んだ。普段は図書館で勤務している。
2000年に Active Suspension のオーナー、Baroche Jean-Charles と知り合い、同レーベルから7インチレコードをリリースしてデビュー。なおオーナーと知り合うきっかけは、ロケが「彼の妹に惚れた」ことであった。
2001年には、Gel: 名義で独特の柔らかい電子音を組み合わせたファーストアルバム『-1』をリリース。つづく2002年には、Dorine_Muraille名義で『Mani』をリリース。電子音にピアノや子供の声、ウクレレ、クロエ・ドゥロームの朗読などが取り入れられ、「音が切り刻まれて渦を巻き、一連の流体力学の思考実験のようなオーガズムに達する」と評された。
2003年には再び Gel: 名義で『Dolce』をリリース。

## 作品

### Gel:名義
- Gel: （2000年、Active Suspension、7' inch）
- eVidenZ e.p. （2000年、Grooom）
- -1（2001年、artefact/PLOP）
- Dolce（2003年、PLOP）

### Dorine_Muraille名義
- Mani（2002年、Fatcat Records）

### 参加アルバム
- Micro Blue （2002年、PLOP） - Dorine_Muraille「Tous Les Types Sont Adorables Au Lit...Tous」
- Room 106 （2003年、Cirque Records） - Dorine_Muraille「Flies Inside...」
- Salyute （2003年、Naïve） - Gel:「React」